# Heinrich Schlumpf (Politiker)
Heinrich Schlumpf (* 17. Mai 1702 in St. Gallen; † 1. September 1783 ebenda) war ein Schweizer Politiker und Bürgermeister von St. Gallen (Schweiz).

## Leben
Heinrich Schlumpf war der Sohn des Hermann Schlumpf, Pfarrer in der Stadtkirche St. Laurenzen, und dessen Ehefrau Sabina Dorothea Fels.
Er war ab 1745 Zunftmeister der Schneiderzunft, im gleichen Jahr wurde er zum Grenadierhauptmann ernannt und besetzte in der Zeit von 1764 bis 1783 im Dreijahresturnus die Ämter des Amtsbürgermeister, Altbürgermeister und Reichsvogts (abwechselnd mit Daniel Högger und Hans Joachim Steinmann). Von 1766 bis 1777 war er mehrmals Tagsatzungsgesandter.
Heinrich Schlumpf heiratete 1729 Maria Elisabetha, Tochter des Friedrich Züblin, Unterbürgermeister in St. Gallen.

## Schriften (Auswahl)
- Der Wandel und der Lohn eines frommen Regenten, durch das Beispiel des frommen Königs Hiskias vorgestellet als den 1. Septembris Anno 1783 der Hochgeachte, WohlEdle, Fromme, Fuersichtige und Wohlweise Herr Heinrich Schlumpf, hochverdienter Burgermeister der Stadt St. Gallen unter hochansehnlichen Geleit des Kleinen und Grossen Raths in Seine Ruhe getragen ward. St. Gallen 1783.